# Biblioteca y Museo Presidencial de Harry S. Truman
La Biblioteca y el Museo Presidencial de Harry S. Truman son establecimientos de los Estados Unidos dedicados a preservar los documentos, libros, y otros materiales históricos relacionados con el 33.º presidente Harry S. Truman. El edificio está situado en una colina  frente a la autopista 24, en la pequeña ciudad de Independence (Misuri, EE. UU.), ciudad natal de Truman.
Fue la primera biblioteca presidencial del país que se creó en virtud de las disposiciones de Ley de Bibliotecas Presidenciales de 1955, y es una de las doce bibliotecas presidenciales administradas por los Administración Nacional de Archivos y Documentos de Estados Unidos (NARA).

## Construcción
El arquitecto principal del proyecto fue Edward F. Neild. Truman había escogido a Neild en la década de 1930 para diseñar la renovación de los juzgados en Independence y la construcción de los juzgados de la ciudad de Kansas después que Truman quedara impresionado con el trabajo de Neild en Caddo Paris y el Palacio de Justicia de Luisiana en Shreveport. Neild fue el seleccionado por Truman entre otros arquitectos para la reconstrucción de la Casa Blanca.
Construida sobre una colina que domina en el horizonte de la ciudad de Kansas en un terreno donado por la ciudad, la Biblioteca Truman fue inaugurada el 6 de julio de 1957 en una ceremonia que incluyó los ritos masónicos de la dedicación, los asistentes al acto fueron el expresidente Herbert Hoover, Earl Warren, y la ex primera dama Eleanor Roosevelt.
Se realizó una renovación de 23 millones de dólares, en toda la instalación que se completó en 2001, sobre un diseño de los arquitectos Gould Evans. Los cambios incluyeron el amplio uso del vidrio en la estructura y en la reforma significativa del espacio entre la tumba de Truman y el museo.

## Monumento funerario
Los servicios funerarios del presidente Truman se llevaron a cabo en el auditorio de la Biblioteca y fue enterrado en el patio. Su esposa, Bess Truman, fue enterrada junto a él en 1982. Su hija, Margaret Truman, fue miembro del directorio de la Biblioteca Truman e Instituto de Directores. Después de su muerte en enero de 2008, las urnas con los restos cremados de Margaret y los de su difunto esposo, Clifton Daniel (que había muerto en el año 2000), también fueron enterradas en el patio de la Biblioteca. El nieto del presidente, Clifton Truman Daniel, actualmente es copresidente honorario de la junta del Instituto de Directores.

## Eventos notables

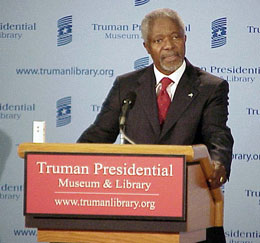
Kofi Annan en la Biblioteca Truman.

El 11 de diciembre de 2006, el exsecretario General de la Organización de las Naciones Unidas, Kofi Annan, dio su último discurso como Secretario General en la biblioteca, donde alentó a los Estados Unidos para volver a la política multilateralista del antiguo presidente Truman.
La Biblioteca Truman fue también la sede de la firma de la Ley de Medicare por el presidente Lyndon B. Johnson en 1965.
La Biblioteca ha sido visitado por muchas personas eminentes, incluyendo a los presidentes Gerald Ford, Jimmy Carter y Bill Clinton, y los candidatos presidenciales John Kerry y John McCain.